# سزار آیرا
سزار آیرا(به اسپانیایی [ˈse.saɾ ˈai. ɾa]) زاده ۲۳ فوریه ۱۹۴۹ میلادی نویسنده و مترجم آرژانتینی و یکی از چهره‌های ادبیات معاصر آرژانتین است. از او تا به حال حدود ۸۰ جلد کتاب داستان، رمان و مقاله چاپ شده‌است.

## زندگینامه و آثار
سزار آیرا در سال ۱۹۴۹ میلادی در کرنل‌پرینگلس آرژانتین به دنیا آمد و از سال ۱۹۶۷ میلادی تا کنون در بوئنوس‌آیرس زندگی می‌کند. او علاوه بر نویسندگی و ترجمه در دانشگاه‌های بوئنوس‌آیرس و روزاریو نیز تدریس کرده‌است.
آیرا را پس از بورخس مهم‌ترین نویسنده آرژانتین می‌دانند که به علت گوشه‌گیری و دوری از هیاهوی مطبوعاتی در ایران چندان شناخته شده نیست.
به خاطر موجزنویسی اغلب آثار آیرا حجمی بین ۸۰ تا صد صفحه دارند. ضرباهنگ آرام و نثری باطمانینه یکی دیگر از ویژگی‌های نوشته‌های اوست.

## آثار ترجمه‌شده به فارسی
1. کنگرهٔ ادبیات، ونداد جلیلی، نشر چشمه - تهران (۱۳۹۶)
2. شام، ونداد جلیلی، نشر چشمه - تهران (۱۳۹۶)
3. وارامو، شکیبا محب علی، نشر هیرمند، تهران (۱۳۹۷)
4. حلبی‌آباد، ونداد جلیلی، نشر چشمه - تهران (۱۳۹۷)